# Jaime Luis Sobieski

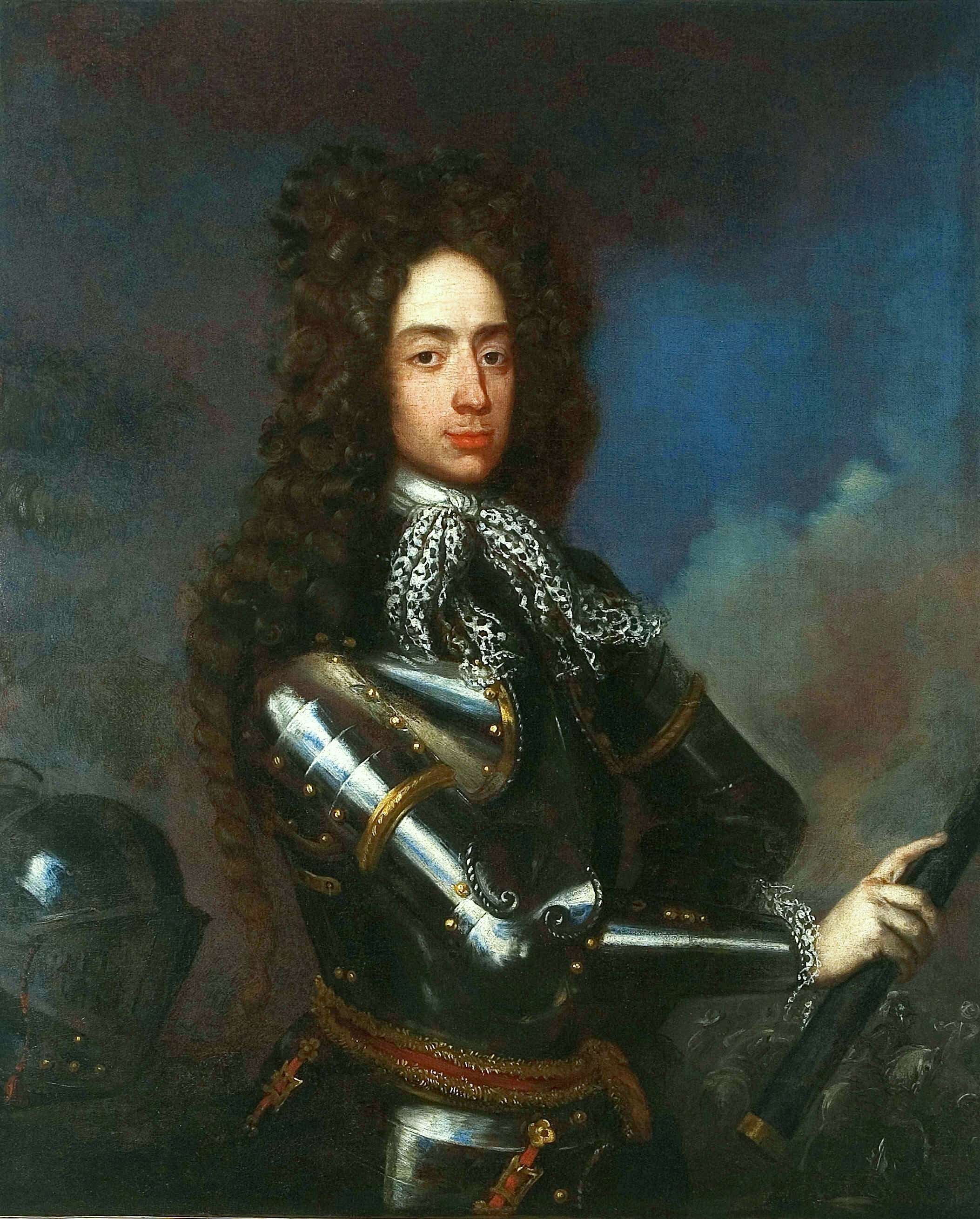
Jaime Luis Sobieski.

Jacobo Luis Enrique Sobieski (polaco: Jakub Ludwik Henryk Sobieski; 2 de noviembre de 1667 en París-19 de diciembre de 1737 en Zhovkva) era príncipe heredero de Polonia , abuelo del Joven Pretendiente

## Biografía
Hijo del Rey Juan III de Polonia y María Casimira Luisa de la Grange d'Arquien. Prestaba obediencia a los Habsburgo como miembro de la Orden del Toisón de Oro. En 1683, a los 16 años de edad, luchó junto a su padre en la batalla contra los turcos en Viena.
A la muerte de Juan III, se presentaron dieciocho candidatos al vacante trono polaco. Las rivalidades de la familia evitaron la elección de Jaime Sobieski, aunque Austria apoyó su candidatura. Su propia madre favoreció a su yerno, el elector Maximiliano II Manuel de Baviera. El poderoso rey de Francia Luis XIV apoyó a Francisco Luis de Borbón-Conti (1664-1709).
Fue elegido Federico Augusto, Elector de Sajonia, que hubo de renunciar al Luteranismo y convertirse al Catolicismo para ello, fue coronado como rey Augusto II de Polonia el 1 de septiembre de 1697. Era la primera vez que el hijo de un monarca fallecido no había sido elegido para sucederle, que el heredero legal fue separado del trono por la fuerza militar y que los polacos coronaban a un alemán en contra de una larga tradición de mantenerse alejados de la hegemonía alemana. 
Augusto expulsó del país al Príncipe de Conti y encarceló en 1704 a Jaime Sobieski y su hermano Alejandro, que permanecieron en prisión dos años antes de ser liberados. 
El príncipe Jaime Sobieski murió de un infarto, el 19 de diciembre de 1737 en Zhovkva, Polonia, donde fue enterrado.
Su única hija sobreviviente María Carolina, heredó sus vastas propiedades de tierra que incluía 11 ciudades y 140 pueblos.

## Matrimonio y descendencia
El 25 de marzo de 1691 contrajo matrimonio con Eduviges Isabel de Neoburgo (1673-1722), hija del Elector Felipe Guillermo de Neoburgo. Como parte de la dote de su esposa, él recibió el Principado de Oława. Tuvieron cinco hijas:
- María Leopoldina (30 de abril de 1693-12 de julio de 1695)
- María Casimira (20 de enero de 1695-18 de mayo de 1723), fue monja. Su padre trató de obtener su matrimonio con Carlos XII de Suecia.
- María Carolina, (15 de noviembre de 1697-8 de mayo de 1740) se casó, primero con Frederick Mauricio de la Tour d'Auvergne, y por segunda vez con Charles Godefroid de la Tour d'Auvergne, Duque de Bouillon (1706-1771).
- María Clementina (18 de julio de 1702-24 de enero de 1735), se casó con el Príncipe Jacobo "El viejo Pretendiente" (1688-1766), hijo del Rey Jacobo II de Inglaterra (1633-1701)
- María Magdalena (3 de agosto de 1704-3 de agosto de 1704)

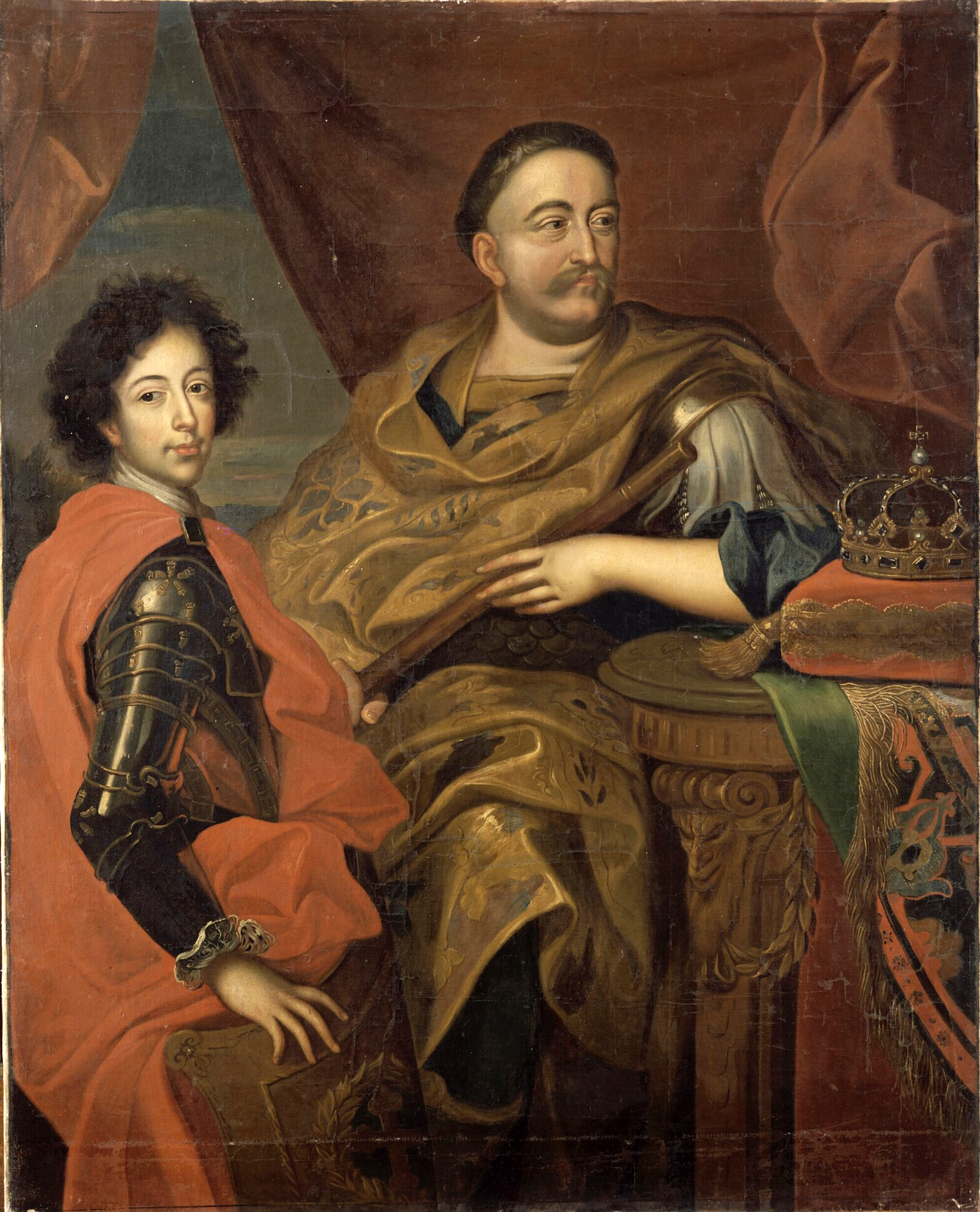
Retrato de Jakub Ludwik Sobieski junto a su padre

## Árbol genealógico
|  |                                       |  |  |  |  |  |  |  |  |  |  |  |  |  |  |  |
|  | Marek Sobieski                        |  |  |  |  |  |  |  |  |  |  |  |  |  |  |  |
|  |                                       |  |  |  |  |  |  |  |  |  |  |  |  |  |  |  |
|  |                                       |  |  |  |  |  |  |  |  |  |  |  |  |  |  |  |
|  | Jakub Sobieski                        |  |  |  |  |  |  |  |  |  |  |  |  |  |  |  |
|  |                                       |  |  |  |  |  |  |  |  |  |  |  |  |  |  |  |
|  |                                       |  |  |  |  |  |  |  |  |  |  |  |  |  |  |  |
|  | Jadwiga Snopkowska                    |  |  |  |  |  |  |  |  |  |  |  |  |  |  |  |
|  |                                       |  |  |  |  |  |  |  |  |  |  |  |  |  |  |  |
|  |                                       |  |  |  |  |  |  |  |  |  |  |  |  |  |  |  |
|  | Juan III Sobieski                     |  |  |  |  |  |  |  |  |  |  |  |  |  |  |  |
|  |                                       |  |  |  |  |  |  |  |  |  |  |  |  |  |  |  |
|  |                                       |  |  |  |  |  |  |  |  |  |  |  |  |  |  |  |
|  | Jan Daniłowicz                        |  |  |  |  |  |  |  |  |  |  |  |  |  |  |  |
|  |                                       |  |  |  |  |  |  |  |  |  |  |  |  |  |  |  |
|  |                                       |  |  |  |  |  |  |  |  |  |  |  |  |  |  |  |
|  | Zofia Teofila Daniłowicz              |  |  |  |  |  |  |  |  |  |  |  |  |  |  |  |
|  |                                       |  |  |  |  |  |  |  |  |  |  |  |  |  |  |  |
|  |                                       |  |  |  |  |  |  |  |  |  |  |  |  |  |  |  |
|  | Zofia Żółkiewska                      |  |  |  |  |  |  |  |  |  |  |  |  |  |  |  |
|  |                                       |  |  |  |  |  |  |  |  |  |  |  |  |  |  |  |
|  |                                       |  |  |  |  |  |  |  |  |  |  |  |  |  |  |  |
|  | Jakub Ludwik Henryk Sobieski          |  |  |  |  |  |  |  |  |  |  |  |  |  |  |  |
|  |                                       |  |  |  |  |  |  |  |  |  |  |  |  |  |  |  |
|  |                                       |  |  |  |  |  |  |  |  |  |  |  |  |  |  |  |
|  | Antoine de La Grange d'Arquien        |  |  |  |  |  |  |  |  |  |  |  |  |  |  |  |
|  |                                       |  |  |  |  |  |  |  |  |  |  |  |  |  |  |  |
|  |                                       |  |  |  |  |  |  |  |  |  |  |  |  |  |  |  |
|  | Henri Albert de La Grange d'Arquien   |  |  |  |  |  |  |  |  |  |  |  |  |  |  |  |
|  |                                       |  |  |  |  |  |  |  |  |  |  |  |  |  |  |  |
|  |                                       |  |  |  |  |  |  |  |  |  |  |  |  |  |  |  |
|  | Anne d'Ancienville                    |  |  |  |  |  |  |  |  |  |  |  |  |  |  |  |
|  |                                       |  |  |  |  |  |  |  |  |  |  |  |  |  |  |  |
|  |                                       |  |  |  |  |  |  |  |  |  |  |  |  |  |  |  |
|  | María Casimira Luisa                  |  |  |  |  |  |  |  |  |  |  |  |  |  |  |  |
|  |                                       |  |  |  |  |  |  |  |  |  |  |  |  |  |  |  |
|  |                                       |  |  |  |  |  |  |  |  |  |  |  |  |  |  |  |
|  | Baptiste de La Châtre of Bruillebault |  |  |  |  |  |  |  |  |  |  |  |  |  |  |  |
|  |                                       |  |  |  |  |  |  |  |  |  |  |  |  |  |  |  |
|  |                                       |  |  |  |  |  |  |  |  |  |  |  |  |  |  |  |
|  | Françoise de La Châtre                |  |  |  |  |  |  |  |  |  |  |  |  |  |  |  |
|  |                                       |  |  |  |  |  |  |  |  |  |  |  |  |  |  |  |
|  |                                       |  |  |  |  |  |  |  |  |  |  |  |  |  |  |  |
|  | Gabrielle Lamy                        |  |  |  |  |  |  |  |  |  |  |  |  |  |  |  |
|  |                                       |  |  |  |  |  |  |  |  |  |  |  |  |  |  |  |
|  |                                       |  |  |  |  |  |  |  |  |  |  |  |  |  |  |  |